# Cesta kamene
Cesta kamene, polsky Szlak Kamienia, je česko-polský příhraniční projekt naučných stezek. V Česku se postavené naučné stezky nacházejí v okrese Jičín, okrese Trutnov v Královéhradeckém kraji a v Polsku se nacházejí v okrese Świdnica v Dolnoslezském vojvodství v Dolním Slezsku.

## Historie a popis
Cesta kamene, jako unikátní skupina několika naučných stezek, propojuje významné lokality těžby a zpracování kamene v Podkrkonoší a Dolním Slezsku. V Česku jsou naučné stezky v Krkonošském podhůří a Východolabské tabuli, konkrétně v Hořicích, Dvoře Králové nad Labem a jejich okolí. V Polsku jsou naučné stezky v Dobromierzi, Świdnici, Strzegomi a jejich okolí. Celková délka stezek je 219,3 km. Spojuje je kámen v rozmezí od sedimentárních hornin (např. hořický pískovec) až po magmatické horniny (např. žula a čedič) se zaměřením na historii, kulturu, stavebnictví, sochařství a současnost kamene. Naučné stezky jsou povětšinou založeny na již existujících starších trasách a jsou vybaveny příslušnými informačními tabulemi, lavičkami, turistickými přístřešky, stojany na kola aj. V rámci projektu Cesty kamene byly také postaveny/rekonstruovány některé stávající objekty, např. při rekonstrukci muzea v Hořicích vznikla česko-polská multimediální místnost a podobně také ve Strzegomi, kde byla navíc postavena venkovní Alej soch. Také ve Świdnici byly rekonstruovány 4 kamenné kašny aj. V rámci projektu byly vytvořeny, webové stránky a tištěné i elektronické turistické příručky, mapy apod. v češtině, polštině, angličtině a němčině.

### Popis stezek
| Země   | Příslušná Cesta kamene | Příslušná Cesta kamene | Délka /km/ | Webový odkaz |
| ------ | ---------------------- | --- | ---------- | ------------ |
| Česko  | Hořice                 | Trasa A: Okruh Hořice – Dachovy | 6          | [ 3 ]        |
| Česko  | Hořice                 | Trasa B: Hořice – Dachovy – Miletín – Chroustov – Horní Brusnice – Mostek – Borovnička – Borovnice – Pecka – Bělá u Pecky – Dolní Javoří – Horní Nová Ves – Prostřední Nová Ves – Lázně Bělohrad – Dolní Nová Ves – Tikov – Hořice | 49         | [ 3 ]        |
| Česko  | Hořice                 | Trasa C: Hořice – Boháňka – Cerekvice nad Bystřicí – Velký Vřešťov – Lanžov – Lázně Bělohrad – Hřídelecká Hůra – Konecchlumí – Podhorní Újezd – Dobrá Voda u Hořic – Hořice                                                        | 64         | [ 3 ]        |
| Česko  | Dvůr Králové nad Labem | Trasa A: Okruh městem | 6          | [ 4 ]        |
| Česko  | Dvůr Králové nad Labem | Trasa B: Dvůr Králové nad Labem – Zboží – Choustníkovo Hradiště – Kuks – Stanovice – Braunův Betlém – Hřibojedy – Libotov – Zálesí – Doubravice - Dvůr Králové nad Labem                                                           | 25         | [ 4 ]        |
| Česko  | Dvůr Králové nad Labem | Trasa C: Dvůr Králové nad Labem – Nové Lesy – Bílá Třemešná – Les Království – Nemojov – Hájemství – Vítězná – Huntířov – Bukovina – Komárov – Dvůr Králové nad Labem                                                              | 24         | [ 4 ]        |
| Polsko | Dobromierz             | Dobromierz | 37         | [ 5 ]        |
| Polsko | Świdnica               | Świdnica | 3          | [ 6 ]        |
| Polsko | Strzegom               | Strzegom | 5,3        | [ 7 ]        |

## Další informace
Stezky Cesty kamene jsou celoročně volně přístupné.

## Galerie

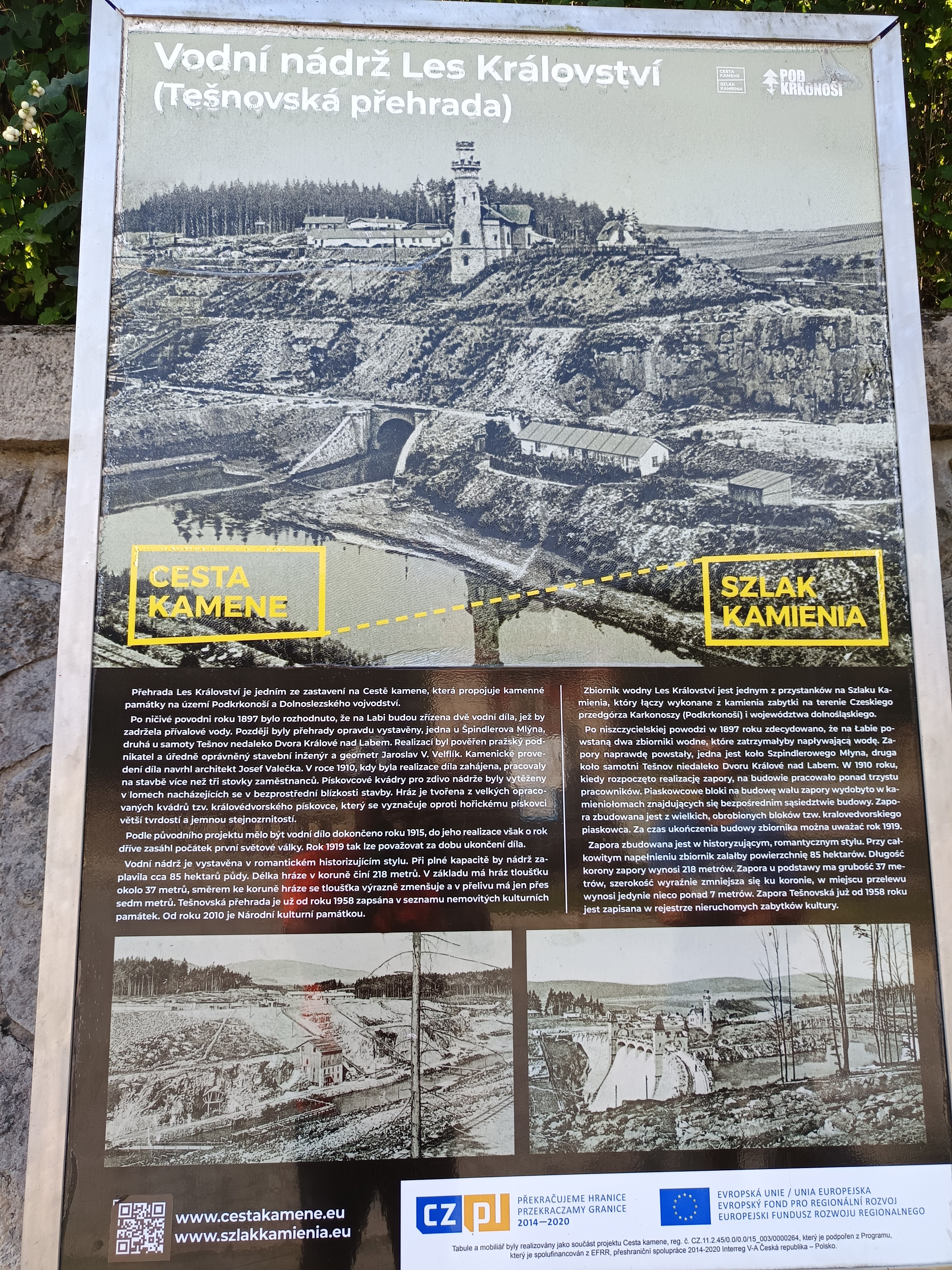
Přehrada Les království
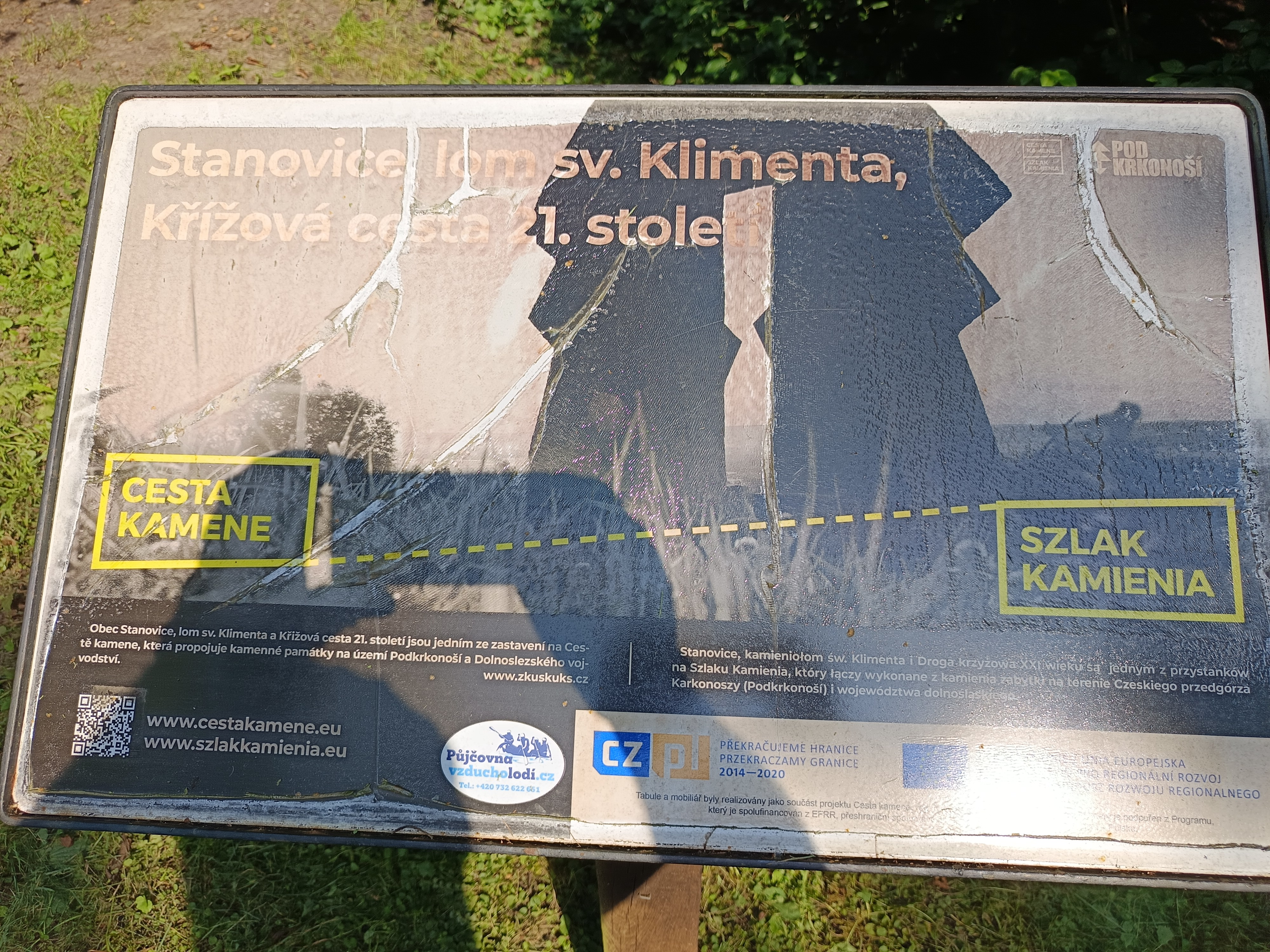
Stanovice